# パトリック・シュワルツェネッガー
パトリック・シュワルツェネッガー（Patrick Schwarzenegger、1993年9月18日 - ）は、アメリカ合衆国の俳優、モデルである。
父はアーノルド・シュワルツェネッガーで、母はマリア・シュライヴァー。母方の祖母ユーニス・メアリー・ケネディは、アメリカ合衆国第35代大統領のジョン・F・ケネディの妹であり、ロバート・ケネディ ・エドワード・ケネディの姉である。

## 経歴

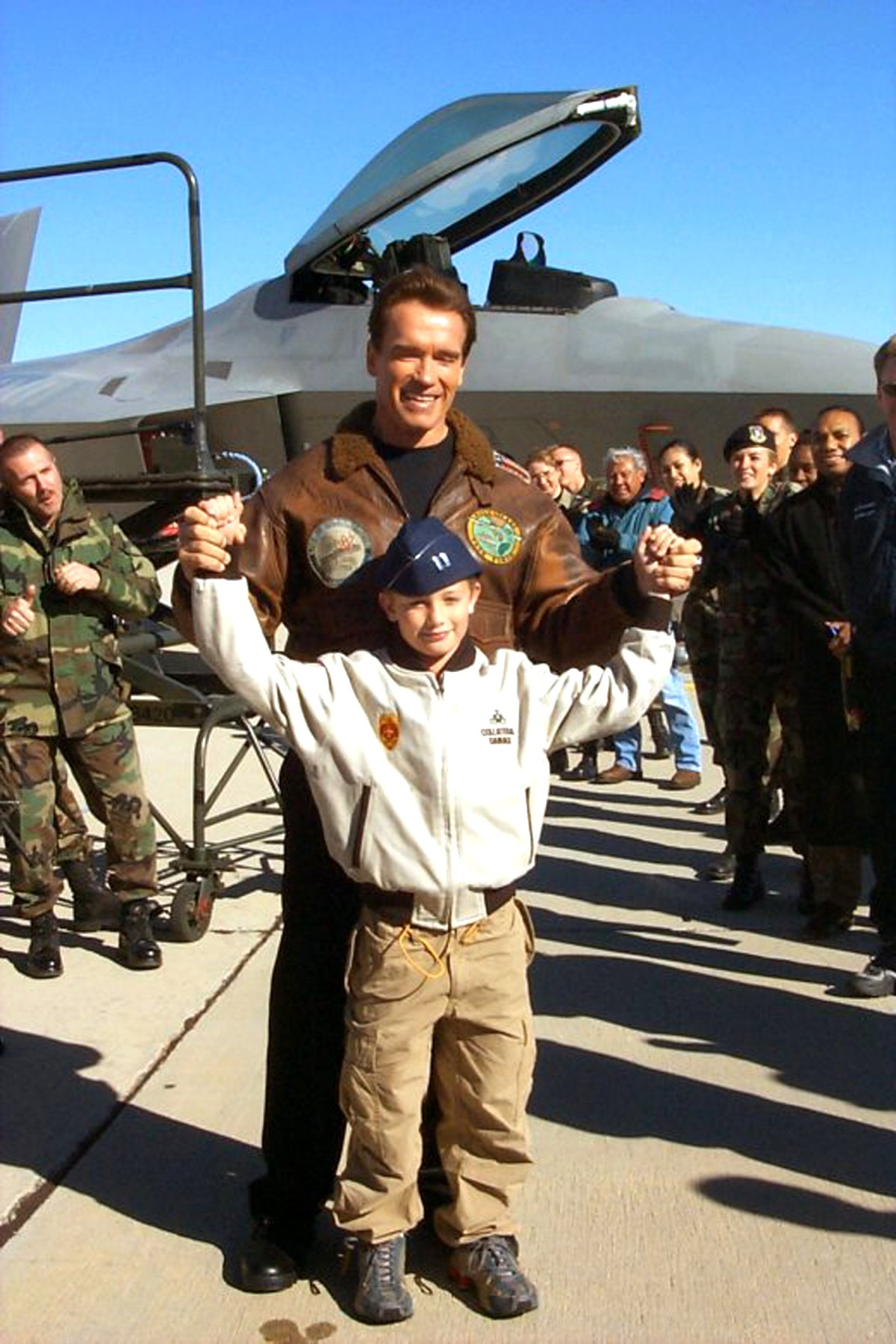
エドワーズ空軍基地で父アーノルドと共に 2002年12月

ロサンゼルスで、アーノルド・シュワルツェネッガーとマリア・シュライヴァーの長男として出生した。1989年12月13日生まれのキャサリンと1991年7月23日生まれの クリスティーナの姉2人と、1997年9月27日生まれのクリストファー、そして1997年10月2日生まれのジョセフ(paternal half-brother)の2人の弟がいる)。
2012年にBrentwood High Schoolを卒業し、 2012年に南カリフォルニア大学に入学し、同大学USC Marshall School of Businessを2016年5月に卒業した。

## キャリア

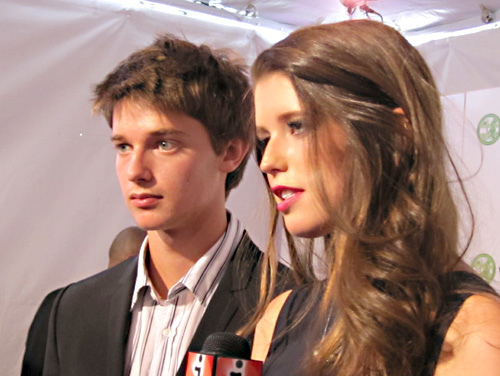
パトリックと姉のキャサリン（2010年10月17日）

ハイ・スクール在学中の2010年、両親の助力により、環境保護のためのProject360を立ち上げた。2011年にはショッピング・モールThe Groveで夏季インターンシップを履行した。
2011年、ラルフ・ローレンやアルマーニの広告への起用を目的とした、L.A. Modelsと契約して、モデルとしてのキャリアを開始し、ハリウッドのサンセット・ブールヴァードなどの巨大なハドソン・ジーンズ(Hudson Jeans)の広告に、シャツなしで登場した。
2014年、自身の経営するBlaze Pizzaのフランチャイズ店を、L.A.のショッピング・モールThe Groveにオープンした。また、その後にUSCとStaples Centerにも出店した。
俳優としての活動は、2012年の『ハッピーエンドが書けるまで』と2013年の『アダルトボーイズ遊遊白書』での小さな役での出演だった。
初の主演作は2018年公開予定の『Midnight Sun』のチャーリー役である。

## 主なフィルモグラフィー

### 映画
| 公開年 | 題名 原題                                                        | 役名 原表記              | 備考        |
| ------ | ---------------------------------------------------------------- | ------------------------ | ----------- |
| 2006   | がんばれ!ベンチウォーマーズ The Benchwarmers                     | 選手3 Jock Kid Game #3   |             |
| 2012   | ハッピーエンドが書けるまで Stuck in Love                         | グレン Glen              |             |
| 2013   | アダルトボーイズ遊遊白書 Grown Ups 2                             | クーパー Frat Boy Cooper | カメオ出演  |
| 2015   | ゾンビーワールドへようこそ Scouts Guide to the Zombie Apocalypse | ジェフ Jeff              |             |
| 2016   | Prettyface                                                       | Paul                     | Short Film  |
| 2016   | マックス＆エリー 15歳、ニューヨークへ行く！ Dear Eleanor         | バッド Bud               |             |
| 2017   | Go North                                                         | Caleb                    |             |
| 2018   | ミッドナイト・サン 〜タイヨウのうた〜 Midnight Sun               | チャーリー Charlie       |             |
| 2019   | ダニエル Daniel Isn't Real                                       | ダニエル Daniel          |             |
| 2021   | モキシー 〜私たちのムーブメント〜 Moxie                          | ミッチェル Mitchell      | Netflix映画 |

### TVシリーズ
| 放映年 | 題名 原題                                 | 役名 原表記                            | 備考                            |
| ------ | ----------------------------------------- | -------------------------------------- | ------------------------------- |
| 2015   | スクリーム・クイーンズ Scream Queens      | Thad Radwell                           | 第1シーズン 10話 「絶叫感謝祭」 |
| 2017   | ロング・ロード・ホーム The Long Road Home | ベン・ヘイハースト Sgt. Ben Hayhurst   | 7エピソード                     |
| 2022   | ターミナル・リスト The Terminal List      | ドニー・ミッチェル                     | Amazonオリジナルシリーズ        |
| 2023   | ジェン・ブイ Gen V                        | ルーク・リオーダン／ゴールデン・ボーイ | Amazonオリジナルシリーズ        |

### MV
| 年   | アーティスト                     | タイトル    | 備考 |
| ---- | -------------------------------- | ----------- | ---- |
| 2013 | Ariana Grande featuring Big Sean | Right There |      |